# Torre de l'Ordal
La Torre del telègraf o Torre d’Ordal és una antiga torre de telegrafia òptica al nucli d'Ordal declarada bé cultural d'interès nacional. Hi havia documentada una torre de guaita en aquest indret el 1640 quan esclatà la Guerra dels Segadors, que podria coincidir amb la torre de telegrafia, o bé en un lloc proper que hauria desaparegut a causa de la pedrera, que arriba just fins als peus de la torre. L'edificació actual presenta els trets arquetípics de les torres de telègraf construïdes a Espanya vers la meitat del segle xix. Forma part de la línia que anava des de Madrid passant per València i Barcelona fins a la Jonquera. Quan estaven en ús n'hi havia moltes d'altres com aquesta però avui resta en desús. Formava part de la xarxa de telegrafia òptica civil de Madrid a la Jonquera. Generalment, aquestes torres estan bastides en punts estratègics, de força visualitat i al capdamunt d'un pujol o turó.
És una torre de planta quadrangular amb la base atalussada fins a la primera cornisa, amb tres espitlleres per cada costat. La resta de la torre és rectangular i està rematada per un ràfec no gaire sortit. Als costats de llevant i de ponent trobem dues finestres a cada un, una a cada pis, emmarcades amb totxo. S'hi entrava per la finestra del primer pis amb una escala de fusta. Actualment hi ha un forat al talús de llevant i al seu interior s'observen els forats que aguantaven les bigues de fusta dels dos pisos que tenia. Sols hi resten les parets mestres.